# 刚毛无心菜
刚毛无心菜（学名：Arenaria setifera）为石竹科无心菜属的植物，为中国的特有植物。分布在中国大陆的云南等地，生长于海拔3,600米至4,200米的地区，多生在高山草甸石缝中，目前尚未由人工引种栽培。